# Богдан, Константин
Константин Богдан (рум. Constantin Bogdan; род. 29 декабря 1993, Кишинёв, Молдавия) — молдавский футболист, защитник клуба «Милсами».
Выступал, в частности, за клубы «Искра-Сталь», «Зимбру» и «Енисей», а также сборную Молдавии.

## Клубная карьера
Во взрослом футболе дебютировал в 2012 году  выступлениями за команду клуба «Искра-Сталь», в которой провёл один сезон, приняв участие лишь в 5 матчах чемпионата.
Своей игрой за эту команду привлёк внимание представителей тренерского штаба клуба «Зимбру», к составу которого присоединился в 2013 году. Играл за кишинёвский клуб следующий сезон своей игровой карьеры. Большинство времени, проведенного в составе «Зимбру», был основным игроком защиты команды.
В 2014 году заключил контракт с клубом «Енисей», в составе которого провёл следующий год своей карьеры игрока.
В течение 2015 года вновь защищал цвета команды клуба «Зимбру», играя на правах аренды.
В состав клуба «Енисей» вернулся в 2015 году.
4 января 2016 года Богдан покинул клуб «Енисей» по обоюдному согласию.

## Выступления за сборные
В составе юношеской сборной Молдовы принял участие в двух играх.
С 2012 года привлекался в состав молодёжной сборной Молдовы. На молодёжном уровне сыграл в 19 официальных матчах, забил два гола.
В сборной Молдавии дебютировал 26 февраля 2018 года в матче против Саудовской Аравии.

## Достижения
«Спартак» (Юрмала)
- Чемпион Латвии: 2016

«Зимбру»
- Обладатель Суперкубка Молдавии: 2014
- Обладатель Кубка Молдавии: 2013/14

«Милсами»:
- Обладатель Кубка Молдавии: 2017/18